# 13 Wojskowy Oddział Gospodarczy
13 Wojskowy Oddział Gospodarczy (13 WOG) – jednostka logistyczna Sił Zbrojnych Rzeczypospolitej Polskiej. Realizuje zadania zabezpieczenia finansowego i logistycznego jednostek i instytucji wojskowych na swoim terenie odpowiedzialności.

## Formowanie i zmiany organizacyjne
Na podstawie decyzji Ministra Obrony Narodowej nr Z-105/Org./P1 z 9 grudnia 2010 oraz rozkazu wykonawczego szefa Inspektoratu Wsparcia SZ nr PF-19/Org. z 9 marca 2011, rozpoczęto formowanie Oddziału. Z dniem 1 stycznia 2012 jednostka rozpoczęła statutową działalność .

21 czerwca 2011 jednostka budżetowa „13 WOG w Grudziądzu”  połączona została z jednostkami budżetowymi : 
- 4 pułkiem chemicznym w Brodnicy;
- 3 pułkiem drogowo-mostowym w Chełmnie przeformowywanym w 3 batalion drogowo-mostowy
- 1 Ośrodkiem Szkolenia Kierowców w Grudziądzu
- 8 batalionem walki radioelektronicznej w Grudziądzu.

## Symbole oddziału
Odznaka pamiątkowa
Minister Obrony Narodowej decyzją nr 96/MON z 10 kwietnia 2013 wprowadził odznakę pamiątkową i oznaki rozpoznawcze Oddziału.
Odznakę pamiątkową stanowi niebieski krzyż maltański. Pomiędzy ramionami krzyża przechodzi miecz skrzyżowany ze stylizowanym kłosem. W centralnym miejscu krzyża umieszczony jest herb Grudziądza. Na górnym ramieniu krzyża widnieje liczba „13”. Na lewym, dolnym i prawym ramieniu krzyża znajdują się litery „WOG”.
Oznaki rozpoznawcze

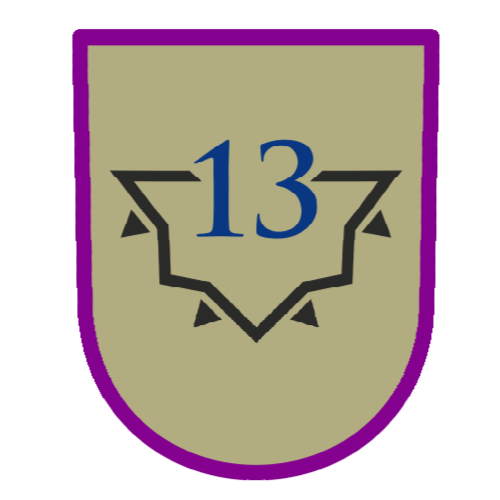
Oznaka rozpoznawcza na mundur wyjściowy
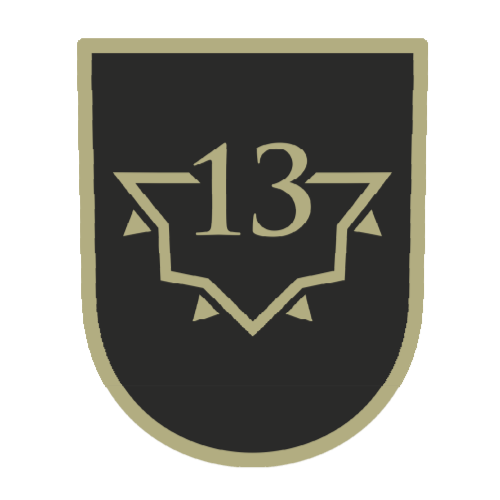
Oznaka rozpoznawcza na mundur polowy

## Żołnierze WOG
| Komendanci WOG           | Komendanci WOG          |
| Stopień, imię i nazwisko | Okres pełnienia służby  |
| ------------------------ | ----------------------- |
| płk Grzegorz Mosiołek    | 14 III 2011 – 2012      |
| płk Marian Piłat         | 2012 – 20 X 2014        |
| płk Wojciech Marglarczyk | 20 X 2014 – 30 III 2018 |
| płk Robert Szumny        | 26 XI 2018 – obecnie    |